# Анхель Сарраґа
Анхель Сарраґа-і-Арґуельєс (16 серпня 1886 — 22 вересня 1946) — мексиканський живописець і поет-модерніст. Засновник культурної організації Атенея мексиканської молоді

## Життєпис

«Оголена танцівниця», 1907—1909

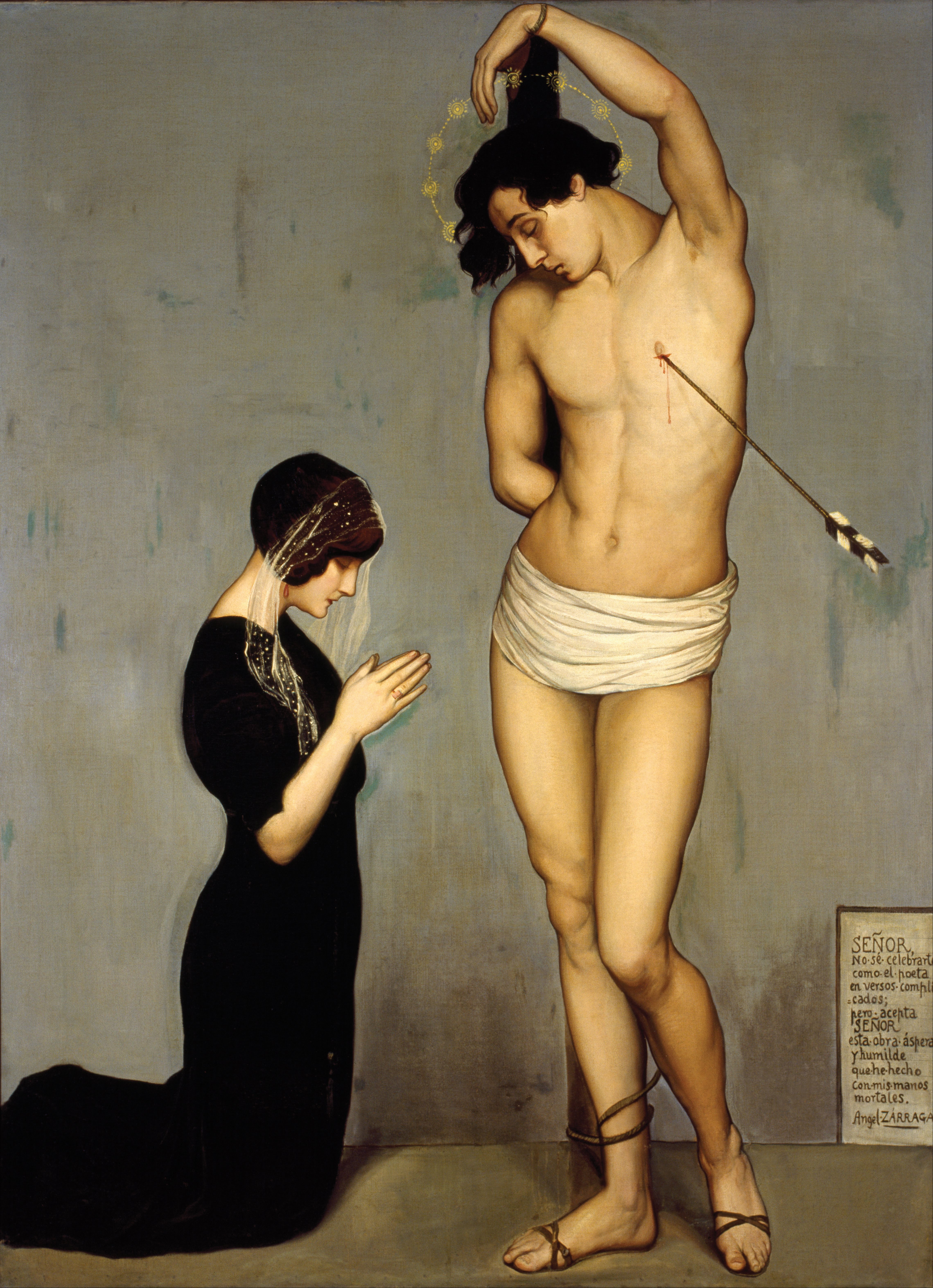
«Ex Voto» (Мучеництво святого Себастьяна), 1912

Сарраґа народився в родині лікаря Фернандо Сарраґи і його дружини Ґвадалупе Арґуельєс у місті Вікторія-де-Дуранґо. Під час навчання у Національній підготовчій школі в Мехіко він захопився мистецтвом. 1903 року він поступив до Академії Сан-Карлос. 1904 року батьки оплатили йому навчальну поїздку до Європи, зокрема до Іспанії, Франції та Італії. Анхель також відвідував курси в Королівській академії наук і мистецтв Бельгії .
У цей період Сарраґа брав участь у колективних виставках: близько 1906 року — в музеї Прадо, а в січні 1907 року — на виставці в Академії Сан-Карлос в Мехіко, куди повернувся лише на короткий час.
1909 року він виставлявся у салоні на площі Донателло у Флоренції. Тоді ж Музей Орана придбав один з його ранніх шедеврів — картину «Оголена танцівниця».
1910 року він взяв участь у ІХ Міжнародній художній виставці у Венеції, на якій привернув увагу критики картиною «Марфа і Марія».
1911 року Анхель Сарраґа переїхав до Франції й оселився в Парижі. Тут митець вперше продемонстрував публіці свої картини «Святий Себастьян» і «Подарунок». Обидві картини викликали захоплення паризьких критиків.
На початку Першої світової війни художник ненадовго відвідав Мексику.
1914 року Сарраґа захопивався кубізмом. Після 1921 року на нього вплинула творчість Сезанна і Джотто.
1926 року на прохання мексиканського посла у Франції Альберто Х. Пані Сарраґа прикрасив приймальню мексиканського посольства в Парижі 18 панелями. Картини художника були представлені на виставці в Нью-Йорку. Наприкінці 1920-х років через кризу міжнародного мистецького ринку він втратив своїх покровителів і через те впав у депресію. 1941 року, під час Другої світової війни, митець повернувся до Мексики, де створив фрески в клубі Банкірів і в соборі Монтеррея. 22 вересня 1946 року Анхель Сарраґа помер від пневмонії.
Його іменем назвали Музей сучасного мистецтва в Дуранґо.

## Творчість
Сарраґа працював переважно в портретному жанрі. Митець зображував злидарів, літніх людей, художників і шляхетних жінок. Серія картин присвячена спортивній тематиці. Це, переважно, портрети невідомих тоді футболістів і регбістів.
Сарраґа також писав вірші. До найвідоміших віршів належать «Ода Франції» і «Три вірші».
Художник мав праві політичні погляди, водночас обертався в колі симпатиків лівого руху. Його чуттєвість і релігійність часто виявлялися несумісними з ідеологією радикальних соціалістичних рухів.Сарраґа був другом Дієго Рівери, відомого мексиканського художника-монументаліста, чоловіка Фріди Кало. Стилістичні зміни творчості Сарраґи були в цілому незначними. Його ранні роботи були створені в рамках символізму і характеризуються критиками як складне з'єднання духовності і чуттєвості.

## Галерея

«Жінка і маріонетка», 1909
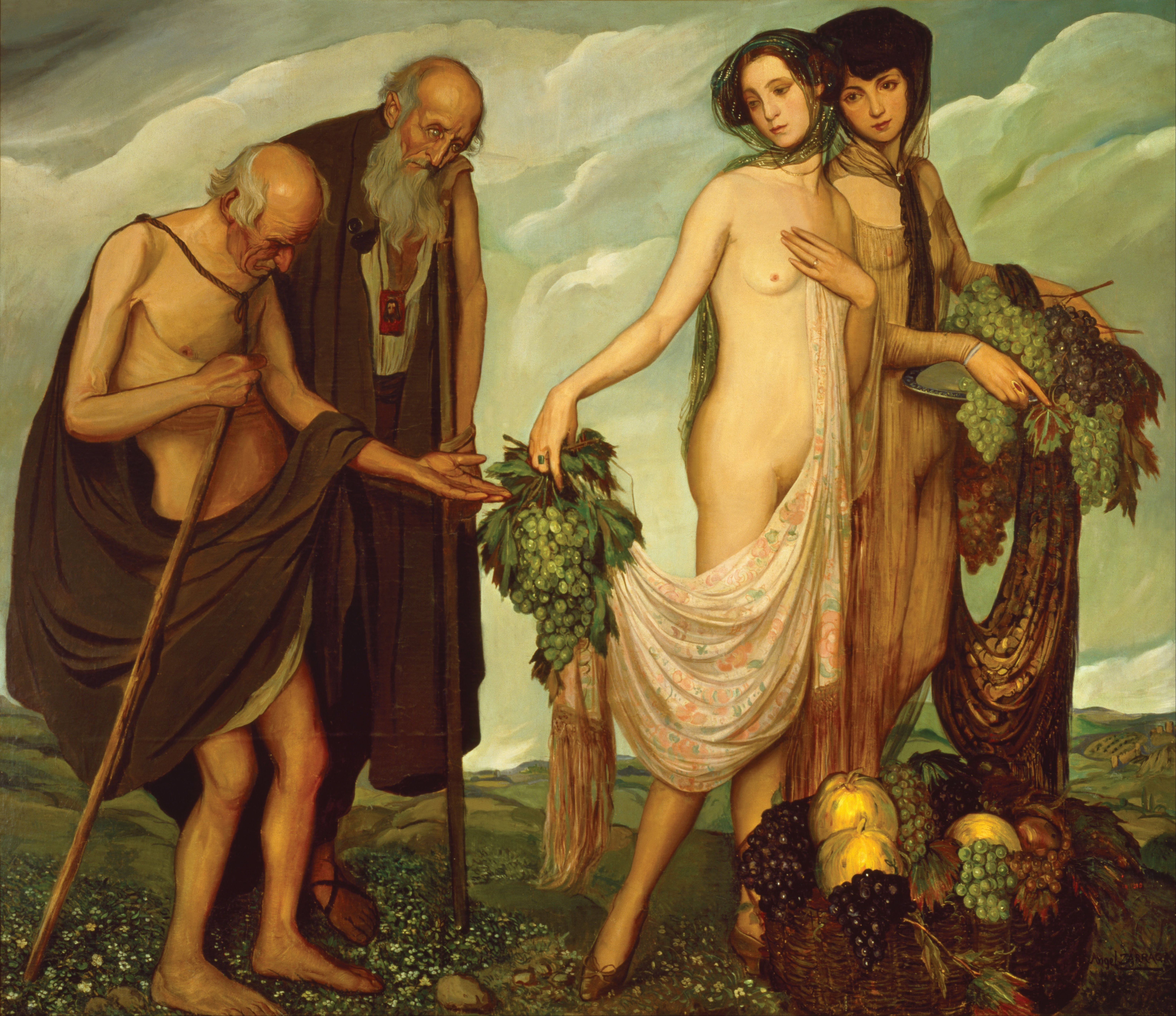
«Дар», 1910
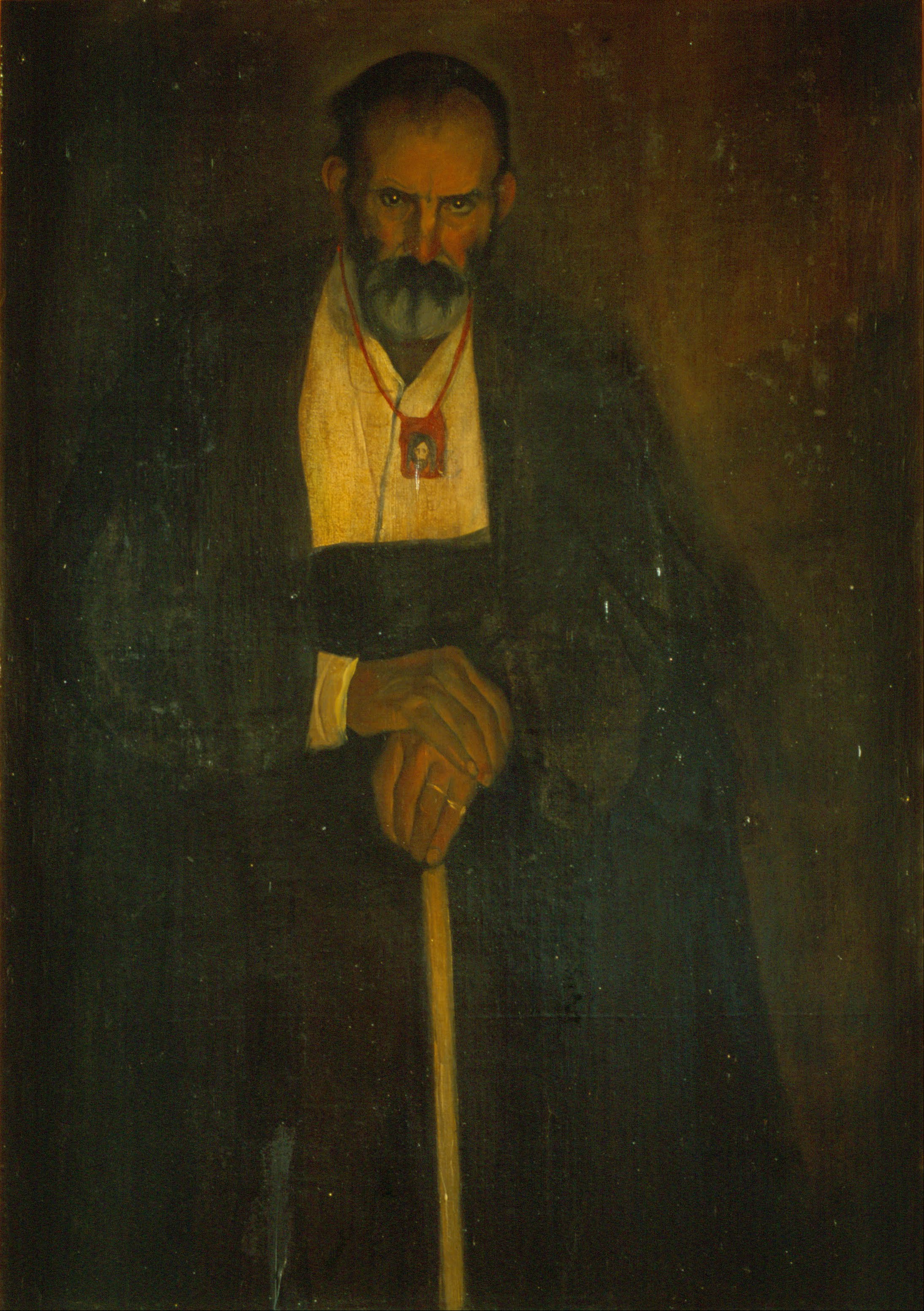
«Старий із ціпком»
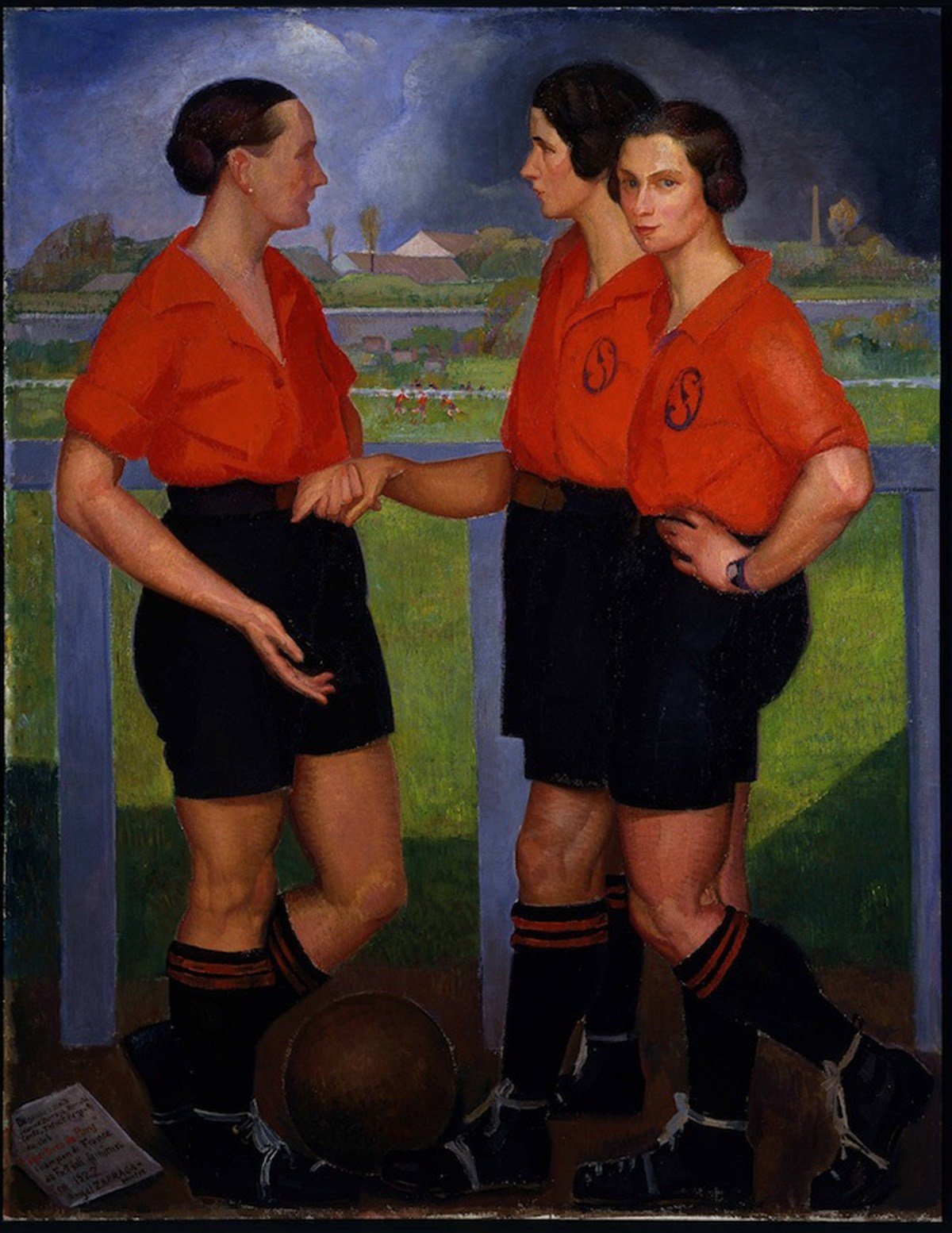
«Футболістки», 1922
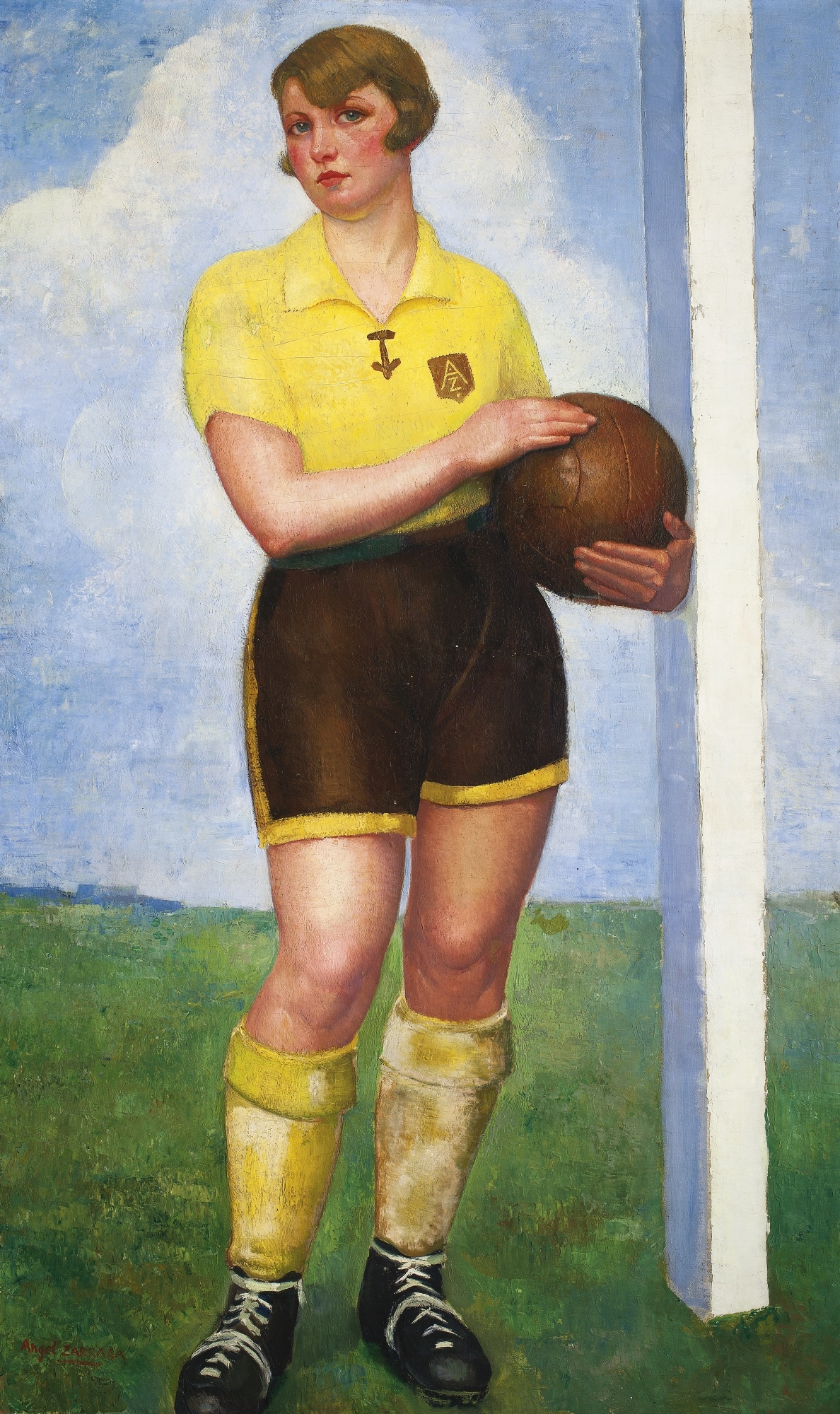
«Футболістка-білявка», 1926
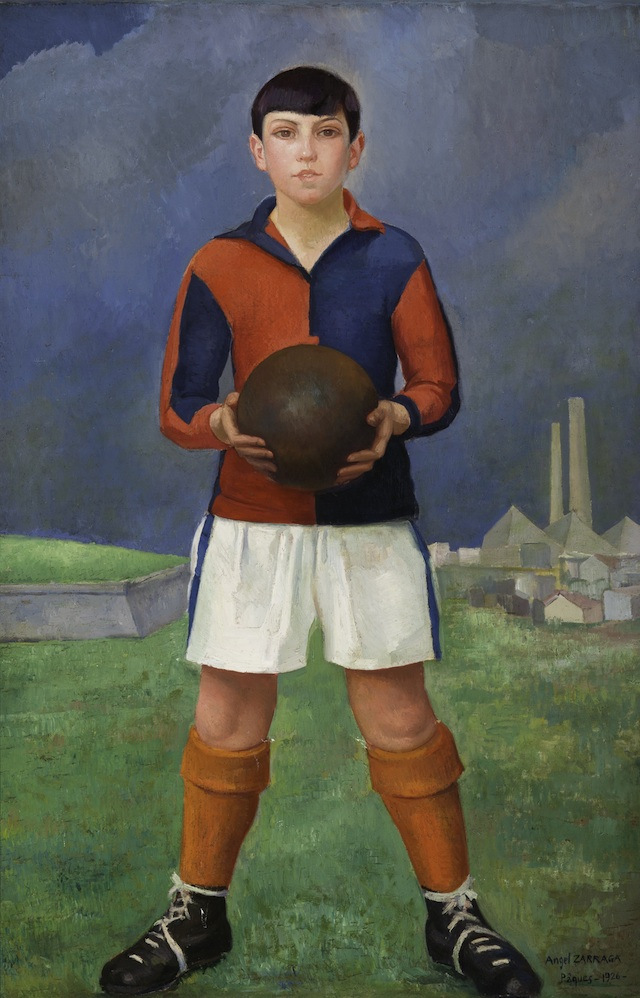
«Юний футболіст», 1926